# Malka (rivière)
Pour les articles homonymes, voir Malka.
La rivière Malka (en russe : Малка) est une rivière de Kabardino-Balkarie en Russie. Elle prend sa source dans les glaciers de l'Elbrouz et est un des plus grands affluents du fleuve Terek.